# Lycodon striatus
Espèce
Synonymes
- Coluber striatus Shaw, 1802
- Coluber malignus Daudin, 1803
- Lycodon galathea Daudin, 1803
- Lycodon napei Duméril & Bibron, 1854
- Contia bicolor Nikolsky, 1903

Lycodon striatus est une espèce de serpent de la famille des Colubridae.

## Répartition
Cette espèce se rencontre :
- en Afghanistan ;
- en Inde ;
- dans l'Est et le Nord-Est de l'Iran ;
- au Népal ;
- en Ouzbékistan ;
- au Pakistan ;
- en Russie ;
- au Sri Lanka ;
- dans l'ouest du Tadjikistan ;
- dans le sud du Turkménistan.

## Description
Lycodon striatus mesure jusqu'à 43 cm dont 7,5 cm pour la queue. Son dos est brun foncé ou noir et présente des taches blanches transversales davantage espacées dans la partie antérieure du corps. Ses flancs sont rayés longitudinalement de blanc et marqués d'une tache noire au même niveau que la tache blanche médiane. Sa face ventrale est uniformément blanche.

## Liste des sous-espèces
Selon The Reptile Database (12 février 2014) :
- Lycodon striatus bicolor (Nikolsky, 1903) - Pakistan
- Lycodon striatus sinhaleyus Deraniyagala, 1955 - Sri Lanka
- Lycodon striatus striatus (Shaw, 1802)

## Étymologie
Son nom d'espèce, du latin striatus, « rayé », lui a été donné en référence à sa livrée.

## Publications originales
- Deraniyagala, 1955 : A colored atlas of some vertebrates from Ceylon, vol. 3, no 7, p. 1-121.
- Nikolsky, 1903 : Sur trois nouvelles espèces de reptiles, recueillis par Mr. N. Zarudny dans la Perse orientale en 1901. Annuaire Musée Zoologique de l’Académie Impériale des Sciences de St.-Pétersbourg, vol. 8, p. 95-98.
- Shaw, 1802 : General Zoology, or Systematic Natural History, vol. 3, no 2, p. 313-615 (texte intégral).